# Teucrium mideltense
Teucrium mideltense là một loài thực vật có hoa trong họ Hoa môi. Loài này được (Batt.) Humbert miêu tả khoa học đầu tiên năm 1928.